# 雷宇揚
雷宇揚（Simon Lui Yue Yeung，1964年7月8日—），香港電視節目主持、專欄作家及演員，前無綫電視藝員及電台節目主持。雷宇揚擁有八分之一英國血統。
1988年無綫電視藝員訓練班畢業，加入無綫電視，間中參與綜藝節目主持同參演電視劇，但多數都是小角色，其後離開無綫電視轉投電影圈，轉投電影圈後成績都未見突出，其後更轉戰幕後，擔任導演同監製。其最為人熟悉是曾主演一系列與靈異有關的節目，近年轉往商界發展，在中國內地開餐館。

## 演出作品

### 電影

#### 導演作品
- 2004年：墨斗先生
- 2017年：碟仙诡谭2

#### 監製作品
- 九個女仔一隻鬼
- 百分百感覺2003

#### 配音
- 2002年：怪獸公司 — 變色龍
- 2013年：怪獸大學 — 變色龍

#### 演出
1991年
- 老表發錢寒 飾 湯水

1992年
- 丐世英雄
- 俠聖

1993年
- 搶錢夫妻
- 一本漫畫闖天涯II之妙想天開

1994年
- 三個相愛的少年 飾 Donald
- 正乞兒
- 非洲超人

1995年
- 孽戀

1996年
- 孟波
- 正牌香蕉俱樂部
- 龍虎砵蘭街 飾 四眼
- 狂野三千響
- 洪興仔之江湖大風暴 飾 志偉

1997年
- 算死草
- 陰陽路 飾 畢彼特
- 陰陽路II之我在你左右 飾 柴少
- 超級無敵追女仔II之狗仔雄心
- 猛鬼通宵陪住你
- 97家有囍事
- 完全結婚手冊
- 最佳拍檔之醉街拍檔 飾 鎮宇

1998年
- 超級整蠱霸王 飾 哥倫布
- 全職大盜
- 陰陽路之升棺發財 飾 口水昌
- 風流三壯士
- 非常員警
- 強姦3OL誘惑
- 夜半無人屍語時   飾 雷剛
- 男人胸女人Home   飾 Mark K
- 亞李·爸爸：兩個大盜
- 職業大賊 飾 薛偉倫 (爛命倫)
- 殺殺人、跳跳舞 飾 Simon
- 陰陽路4之與鬼同行

1999年
- 陰陽路5之一見發財
- 陰陽路6之凶週刊
- 鬼請你睇戲   飾  扬扬
- 旺角靚妹仔
- 電影鴨
- 古惑仔之決戰香港  飾 管哥
- 凶週刊
- 生人勿近之問米   飾 林博士（Dr. Lam）
- 自殺前14天
- 血腥謊言   飾 阿邦
- 驚世核武案   飾 阿邦
- 豔舞陷阱   飾 阿邦
- 虐殺地帶   飾 阿邦
- 離奇殺局   飾 阿邦
- 真假刺客   飾 阿邦
- 電腦反擊戰   飾 阿邦
- 幻影追兇   飾 阿邦
- 犯罪天皇   飾 阿邦
- 千年古劍   飾 阿邦
- 皇者之種 飾 義雄
- 新家法 飾 太保球
- 偉哥也瘋狂   飾 警察
- 真心話
- 童黨之金牌少年犯 飾 雷公
- 反骨仔
- 鬼片王之再現凶榜 飾 墳祥
- 監獄風雲之少年犯
- 逆我者死 飾 大麻成
- 灣仔12妹
- 轟天綁架大富豪 飾 狐狸

2000年
- 勒索
- 陰陽路柒撞到正
- 陰陽路八之棺材仔 飾 畢彼得
- 賊公子
- 鬼同你玩
- 撞鬼你之血光之災 飾 勇
- 情陷百樂門
- 新三狼之歡場屠夫 飾 程基宏
- 站璧
- 潛龍奪寶
- 惡靈上網
- 陰陽愛
- 惡夜凶狼
- 黑金之王
- 刀手 飾 阿保
- 赤裸紅唇
- 刑“殺之法” 飾 陳志飛
- 魔鬼教師
- 香港處男
- 里情
- 旺角的天空3終極邊緣 飾 西洋仔

2001年
- 七號差館
- 陰陽路九之命轉乾坤 飾 畢彼得
- 英雄人物 飾 馬鞍山
- 正將
- 頭號人物（英语：Headlines (2001 film)）

2002年
- 黑道風雲 飾 重案組總督察
- 九龍的天空之旺角馬房 飾 高崑
- 枕邊凶靈 飾 張鐵
- 風流家族

2004年
- 我要做Model 飾 猛鬼團長

2005年
- 刀客 飾 李飛

2012年
- 低俗喜劇 飾 雷永成

2013年
- 古惑仔：江湖新秩序 飾 鬼王
- 飛虎出征 飾 船家

2018年
- 我的情敵女婿 飾雷宇揚

### 電視劇

#### 無綫電視
- 1988年：太平天國 飾 官兵
- 1988年：當代男兒
- 1989年：末代天師
- 1989年：摘星的女人
- 1989年：連城訣 飾 尋寶人
- 1990年：香港蛙人 飾 羅展雄
- 1991年：我愛玫瑰園 飾 林祖光
- 1992年：92鍾無艷
- 1992年：極度空靈 飾 陳啟基
- 1992年：龍影俠 飾 賈偉大
- 1993年：老襯喜相逢 飾 鄧家強
- 1993年：大頭綠衣鬥殭屍 飾 福中玉
- 1994年：阿Sir早晨 飾 李天龍
- 1996年：O記實錄II 飾 Thomas

#### 香港電台
- 1987年：小說家族

#### 亞洲電視
2000年：香港一家人

### 网剧
- 2014年 包笑公堂 飾 孫老板

### 曾主持節目

#### 電視節目
- 睇片花（亞視節目，客串）
- 女人禁區（亞視節目，葉璇主持，雷宇揚當嘉賓，其後改為主持）
- 勁歌金曲
- 歡樂今宵
- 娛樂新聞眼（1989-1990）
- Levi's創意集中型（1990）
- 寰宇風情（加拿大特輯）（1990）
- 娛樂反斗星（1992）
- 開心都市（1992）
- 笑笑映字派（1992）
- 銀色啟示錄（1992）
- 翡翠音樂幹線（1994）
- 大江南北（西安特輯）（1994）
- 香港搞笑工程（1994）
- 奇趣任縱橫（1995）
- 聲色犬馬奇趣錄（1995）
- 怪談

#### 電台節目
- 香蕉俱樂部
- 驚叫一點鐘
- 假如生命只剩一小時
- 靈幻搜奇

## 寫作書籍
凶周刊（連結）

## 外部連結
- 雷宇揚在互联网电影资料库（IMDb）上的資料（英文）（英文）
- 在AllMovie上雷宇揚的頁面（英文）
- 雷宇揚在香港影庫上的簡介
- 雷宇揚在豆瓣上的资料（简体中文）
- 雷宇揚在时光网上的簡介（简体中文）